# 保加利亚新频道
保加利亚新频道  是保加利亚真人秀频道。该频道在2004年《老大哥保加利亚》(英語：Big Brother (Bulgaria)) 的第一季开始时推出，这也是保加利亚第一个真人秀节目。在老大哥保加利亚第一季 (英語：Big Brother 1) 期间，频道的名称只是老大哥保加利亚直播 (英語：Big Brother Live)，但在2005年4月11日明星学院保加利亚 (英語：Star Academy Bulgaria) 第一季开始后，该频道更名为保加利亚新频道。该频道仅在从第一季开始到第四季的老大哥保加利亚季期间播出。
2008年5月12日，保加利亚新频道开始播放具有流行现实格式的全真人电视节目。该频道于2008年1月31日关闭，当时现代集团从ANT1集团和巴尔干媒体集团有限公司手中收购了保加利亚新电视台和Diema集团。